# Newfoundland and Labrador Route 500
Newfoundland and Labrador Route 500, afgekort Route 500 of NL-500, is een 543 km lange provinciale weg van de Canadese provincie Newfoundland en Labrador. De weg vormt de westelijke helft van de Trans-Labrador Highway en is erkend als deel uitmakend van Canada's nationale wegennet. De aanleg werd aangevat eind jaren 1980 en was voltooid in 1992.

## Traject
De weg begint in het uiterste westen van de regio Labrador, aan de grens met de provincie Québec. Aan de Québecse kant van de grens gaat de weg verder onder de noemer Route 389.
Vijftien kilometer voorbij de grens betreedt de route Labrador West, de grootste bewoningskern van Labrador (bestaande uit Labrador City en Wabush). Eens voorbij Wabush gaat de weg 200 km verder in grotendeels noordoostelijke richting, waarbij hij achtereenvolgens de rivier de Ashuanipi, enkele delen van een uitloper van het Smallwood Reservoir en de rivier de Churchill overbrugt. Na 200 km draait de baan naar het zuidoosten toe en in totaal 238 km voorbij Wabush arriveert hij in het bedrijfsdorp Churchill Falls.
Eens voorbij Churchill Falls gaat de weg 276 km verder doorheen de ongerepte wildernis tot in Happy Valley-Goose Bay. De eerste 202 km is dat in grotendeels zuidoostelijke richting, terwijl het de laatste 74 km grotendeels in noordoostelijke richting is. Langs dat volledige traject loopt de weg parallel aan de Churchill, zij het met meestal meerdere kilometers tussen de weg en de rivier.
Net buiten de gemeentegrens van Happy Valley-Goose Bay bevindt zich de splitsing met Route 510, de zuidoostelijke helft van de Trans-Labrador Highway. Route 500 gaat zelf nog 9 km verder tot aan de splitsing met Route 520 in de voornoemde gemeente.
Daar er op het 528 km lange traject tussen Labrador West en Happy-Valley Goose Bay slechts één enkele dorp ligt, is het een van de meest geïsoleerde wegen in Noord-Amerika.

## Galerij

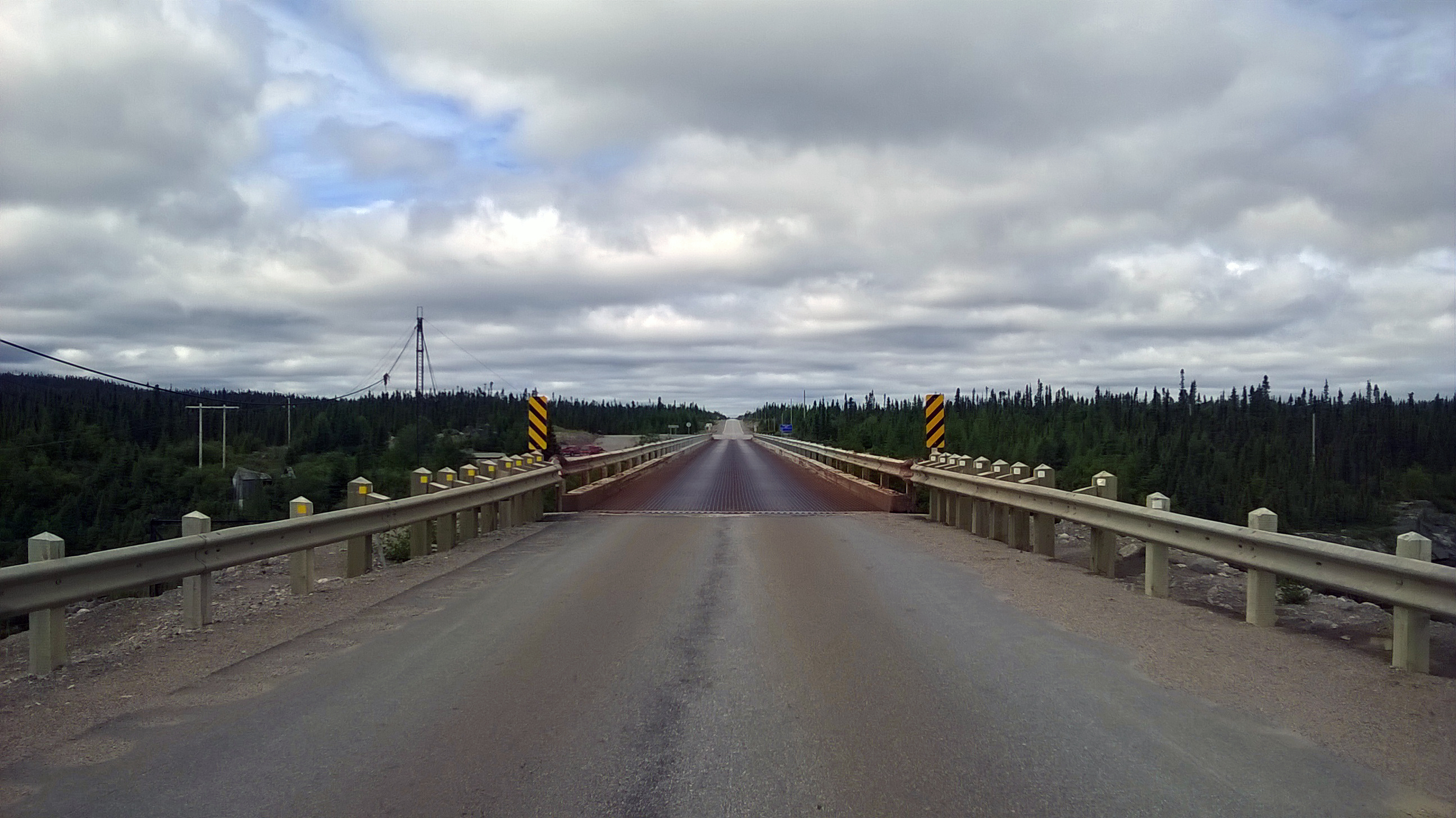
Brug van Route 500 over de Churchill
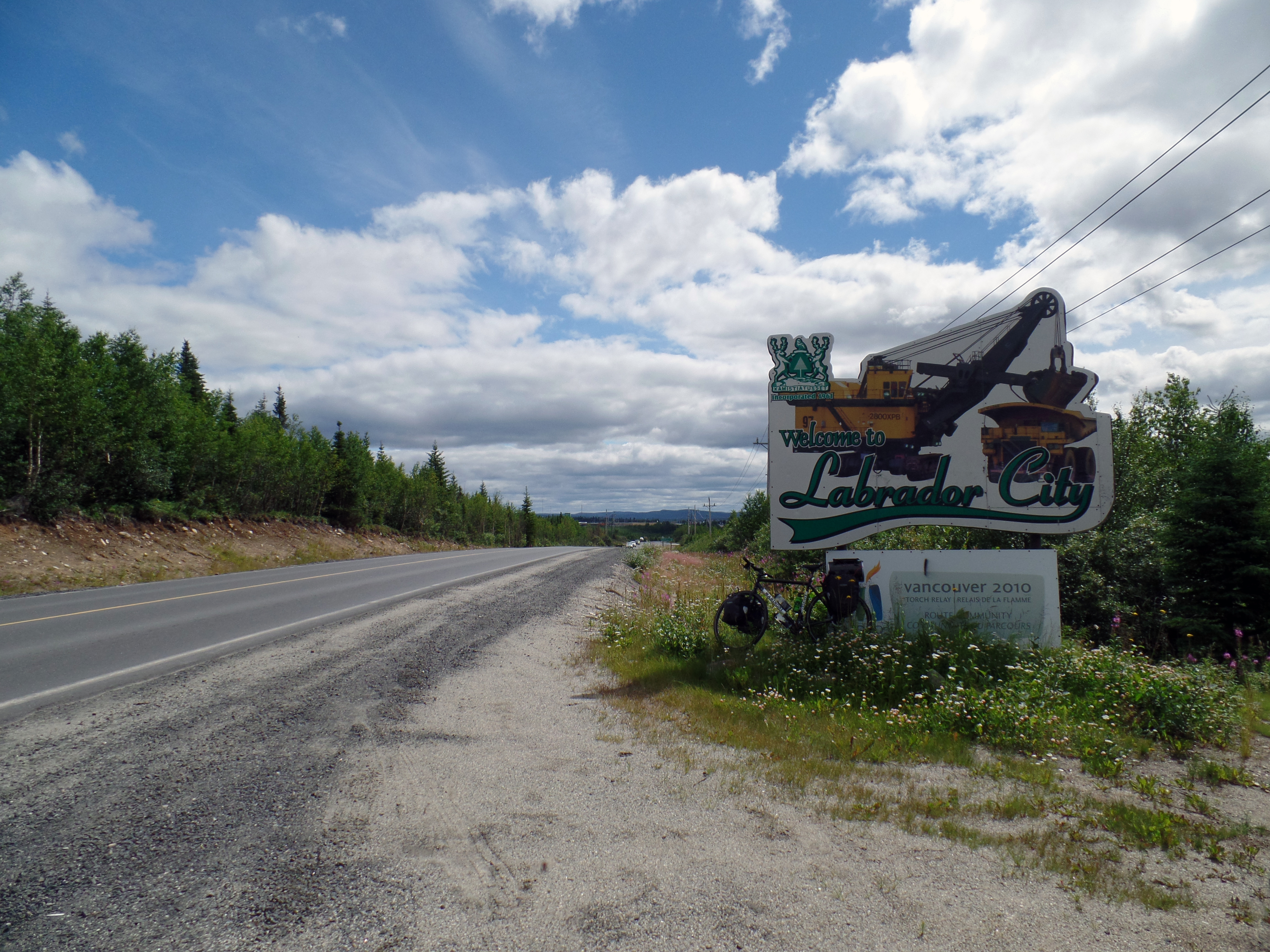
Toegangsbord van Labrador City langs de weg
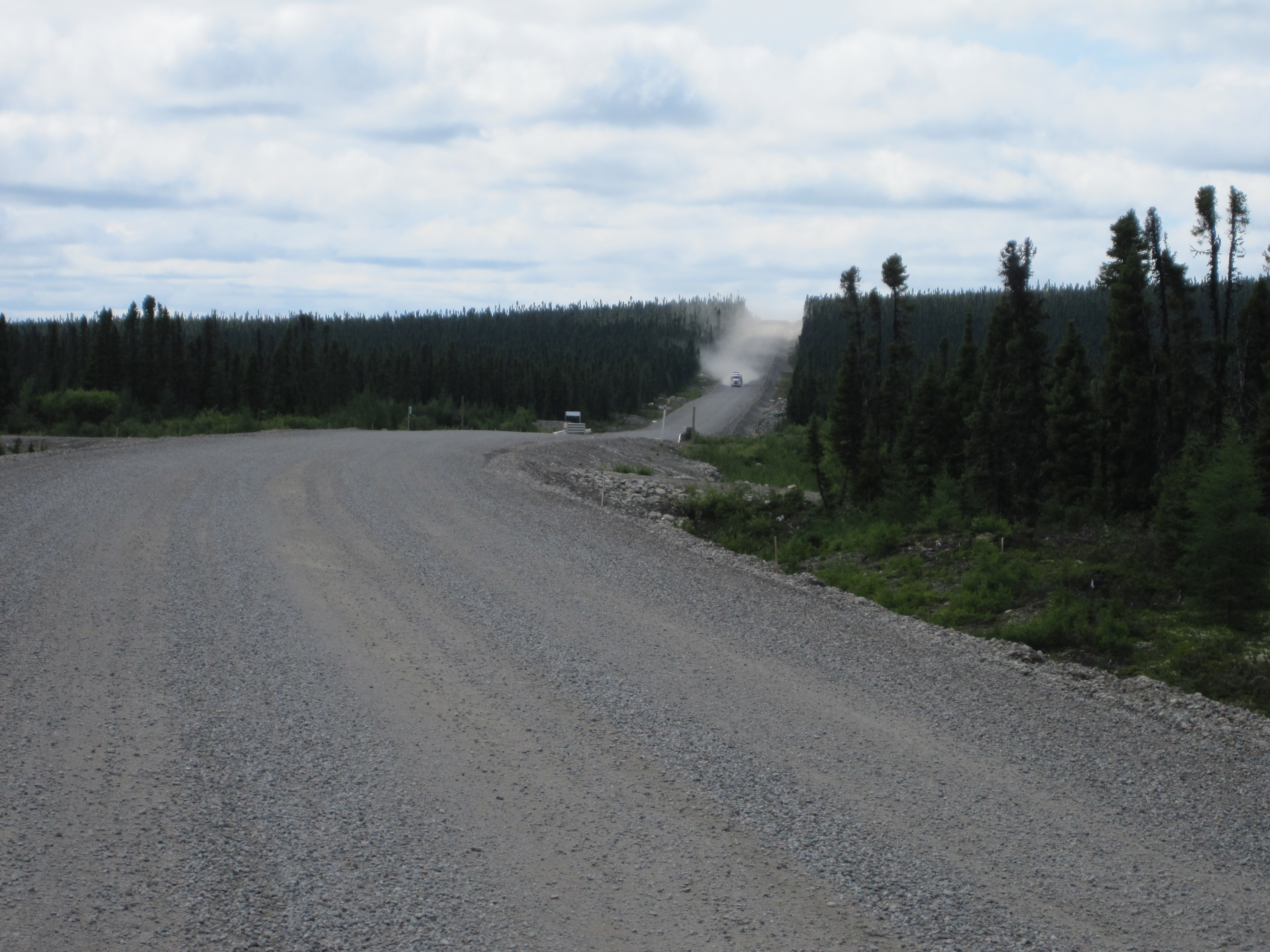
Zicht op de weg zo'n 100 km voorbij Labrador West